# 米彻姆和摩顿 (英国议会选区)

選區在大倫敦的位置

美知咸及摩頓（英語：Mitcham and Morden），英國國會一自治市選區，包括大倫敦南部摩頓區西北的十個地方選區。
始設於1974年，除了1980年代以外多數時間支持工黨。1997年至今的當區議員為雪芳·麥多納。她在2010年大選中以56.4%選票連任成功。